# Arbelus athaliaeperda
Arbelus athaliaeperda là một loài tò vò trong họ Ichneumonidae.